# Collegio elettorale di Forlì (Senato della Repubblica)
Il collegio di Forlì fu un collegio elettorale uninominale della Repubblica Italiana per l'elezione del Senato della Repubblica. Apparteneva alla Circoscrizione Emilia-Romagna e fu utilizzato per eleggere un senatore nella XII, XIII e XIV legislatura.
Venne istituito nel 1993 con la cosiddetta Legge Mattarella (Legge n. 276, Norme per l'elezione del Senato della Repubblica), attuata in seguito al referendum abrogativo del 1993. La legge istituì per la Camera dei deputati e per il Senato della Repubblica un sistema di elezione misto, in parte maggioritario e in parte proporzionale. Il 75% dei parlamentari dell'assemblea veniva eletto in collegi uninominali tramite sistema maggioritario a turno unico; il restante 25% al Senato veniva eletto tramite recupero proporzionale dei più votati non eletti attraverso un meccanismo di calcolo denominato "scorporo", cioè sottraendo dal conteggio dei voti totali di una lista nella parte proporzionale i voti ottenuti dai candidati collegati alla medesima lista che erano eletti nei collegi uninominali con il sistema maggioritario.
Il collegio venne abolito insieme a tutti gli altri che costituivano il Senato con la promulgazione della legge elettorale successiva, la cosiddetta Legge Calderoli. Questa prevedeva un sistema proporzionale con premio di maggioranza, che al Senato veniva attribuito a livello regionale.

## Territorio
Il collegio di Forlì era uno dei 14 collegi uninominali in cui era suddivisa l'Emilia-Romagna e, come previsto dal D.Lgs. del 20 dicembre 1993 n. 535, era compreso nelle province di Forlì-Cesena e di Ravenna e comprendeva i seguenti comuni: Bagnacavallo, Bagnara di Romagna, Brisighella, Casola Valsenio, Castel Bolognese, Cotignola, Faenza, Forlì, Fusignano, Lugo, Massa Lombarda, Riolo Terme, Russi, Sant'Agata sul Santerno e Solarolo.

## Eletti
| Elezione | Elezione | Senatore         | Partito           |
| -------- | -------- | ---------------- | ----------------- |
|          | 1994     | Libero Gualtieri | Progressisti (SR) |
|          | 1996     | Libero Gualtieri | L'Ulivo (SR)      |
|          | 1999 (S) | Andrea Manzella  | L'Ulivo (DS)      |
| 2001     |          | Andrea Manzella  | L'Ulivo (DS)      |

## Dati elettorali

### XII legislatura
|                               | Libero Gualtieri ✔️ Eletto | Progressisti               | 92 196  | 49,08 |  |  |  |  |  |
|                               | Rodolfo Ridolfi            | Polo delle Libertà         | 36 702  | 19,54 |  |  |  |  |  |
|                               | Franco Ricci               | Patto per l'Italia         | 30 136  | 16,04 |  |  |  |  |  |
|                               | Vittoria Masoli            | Alleanza Nazionale         | 14 481  | 7,71  |  |  |  |  |  |
|                               | Tiziano Tampellini         | Unione per la Romagna      | 6 214   | 3,31  |  |  |  |  |  |
|                               | Massimo Dolcini            | Lista Pannella-Riformatori | 6 036   | 3,21  |  |  |  |  |  |
|                               | Giancarlo Ugolini          | Partito Democratico        | 2 100   | 1,12  |  |  |  |  |  |
| Totale                        | Totale                     | Totale                     | 187 865 | 100   |  |  |  |  |  |
|                               |                            |                            |         |       |  |  |  |  |  |
| Voti non validi               | Voti non validi            | Voti non validi            | 11 026  | 5,54  |  |  |  |  |  |
| Votanti                       | Votanti                    | Votanti                    | 198 891 | 92,54 |  |  |  |  |  |
| Elettori                      | Elettori                   | Elettori                   | 214 929 |       |  |  |  |  |  |
|                               |                            |                            |         |       |  |  |  |  |  |
| Data: 27-28 marzo 1994        |                            |                            |         |       |  |  |  |  |  |
| Fonte: Ministero dell'interno |                            |                            |         |       |  |  |  |  |  |

### XIII legislatura
|                               | Libero Gualtieri ✔️ Eletto | L'Ulivo               | 116 609 | 62,47 |  |  |  |  |  |
|                               | Vittorio Ciabattoni        | Polo per le Libertà   | 55 975  | 29,99 |  |  |  |  |  |
|                               | Guglielmo Zauli            | Lega Nord             | 9 791   | 5,25  |  |  |  |  |  |
|                               | Massimo Dolcini            | Lista Pannella-Sgarbi | 4 287   | 2,30  |  |  |  |  |  |
| Totale                        | Totale                     | Totale                | 186 662 | 100   |  |  |  |  |  |
|                               |                            |                       |         |       |  |  |  |  |  |
| Voti non validi               | Voti non validi            | Voti non validi       | 10 503  | 5,33  |  |  |  |  |  |
| Votanti                       | Votanti                    | Votanti               | 197 165 | 90,94 |  |  |  |  |  |
| Elettori                      | Elettori                   | Elettori              | 216 802 |       |  |  |  |  |  |
|                               |                            |                       |         |       |  |  |  |  |  |
| Data: 21 aprile 1996          |                            |                       |         |       |  |  |  |  |  |
| Fonte: Ministero dell'interno |                            |                       |         |       |  |  |  |  |  |

#### XIII legislatura: suppletive
|                               | Andrea Manzella ✔️ Eletto | L'Ulivo                                 | 69 824  | 62,91 |  |  |  |  |  |
|                               | Rodolfo Ridolfi           | Forza Italia - Alleanza Nazionale - CCD | 34 380  | 30,98 |  |  |  |  |  |
|                               | Mauro Monti               | Lega Nord                               | 6 786   | 6,11  |  |  |  |  |  |
| Totale                        | Totale                    | Totale                                  | 110 990 | 100   |  |  |  |  |  |
|                               |                           |                                         |         |       |  |  |  |  |  |
| Voti non validi               | Voti non validi           | Voti non validi                         | 6 517   | 5,55  |  |  |  |  |  |
| Votanti                       | Votanti                   | Votanti                                 | 117 507 | 53,68 |  |  |  |  |  |
| Elettori                      | Elettori                  | Elettori                                | 218 923 |       |  |  |  |  |  |
|                               |                           |                                         |         |       |  |  |  |  |  |
| Data: 9 maggio 1999           |                           |                                         |         |       |  |  |  |  |  |
| Fonte: Ministero dell'interno |                           |                                         |         |       |  |  |  |  |  |

### XIV legislatura
|                               | Andrea Manzella ✔️ Eletto | L'Ulivo                              | 99 235  | 52,53 |  |  |  |  |  |
|                               | Pier Paolo Gugnoni        | Casa delle Libertà                   | 63 216  | 33,47 |  |  |  |  |  |
|                               | Fabrizio Rappini          | Partito della Rifondazione Comunista | 11 442  | 6,06  |  |  |  |  |  |
|                               | Pier Giuseppe Bertaccini  | Democrazia Europea                   | 5 667   | 3,00  |  |  |  |  |  |
|                               | Vincenzo Annino           | Lista Di Pietro                      | 5 178   | 2,74  |  |  |  |  |  |
|                               | Massimo Dolcini           | Pannella-Bonino                      | 4 162   | 2,20  |  |  |  |  |  |
| Totale                        | Totale                    | Totale                               | 188 900 | 100   |  |  |  |  |  |
|                               |                           |                                      |         |       |  |  |  |  |  |
| Voti non validi               | Voti non validi           | Voti non validi                      | 7 811   | 3,97  |  |  |  |  |  |
| Votanti                       | Votanti                   | Votanti                              | 196 711 | 89,31 |  |  |  |  |  |
| Elettori                      | Elettori                  | Elettori                             | 220 268 |       |  |  |  |  |  |
|                               |                           |                                      |         |       |  |  |  |  |  |
| Data: 13 maggio 2001          |                           |                                      |         |       |  |  |  |  |  |
| Fonte: Ministero dell'interno |                           |                                      |         |       |  |  |  |  |  |